# Architettura revivalista
Il revivalismo nell'architettura è la tendenza all'impiego di stili architettonici che si ispirano chiaramente a modelli di epoche precedenti. Tale atteggiamento è legato a una concezione storicistica dell'architettura. Notevoli stili revivalisti comprendono l'architettura neoclassica (un revival dell'architettura classica) e l'architettura neogotica (un revival dell'architettura gotica). 
Il revivalismo è collegato allo Storicismo.
L'architettura prodotta durante il XIX secolo, compresa l'architettura vittoriana, è specialmente associata al revivalismo.

## Lista di alcuni revivalismi
Revival preclassico
- Architettura neomicenea

Revival classico
- Architettura neoclassica
- Architettura neogreca, (1815-1845)

È una corrente che si sviluppò all'interno del neoclassicismo, riprendendo l'apparato formale dell'architettura greca.
- Architettura neorinascimentale (1870-1915)

È una corrente che si sviluppò parallelamente al Neoclassicismo e al Neogotico, riprendendo l'apparato formale dell'architettura rinascimentale.
- Architettura neobarocca

È una corrente che si sviluppò parallelamente al Neorinascimentale, riprendendo l'apparato formale dell'architettura barocca.
Revival medievale
- Architettura neoromanica, (1850-1930)

L'architettura neoromanica è stata una tendenza artistica ispirata allo stile romanico dei secoli XI e XII.
- Architettura neogotica, (1750-1920)

Fu uno stile che reintrodusse le forme dell'architettura gotica.
Revival misto
- Eclettismo, (1850-1880)

L'architettura eclettica è caratterizzata per l'utilizzo di diversi stili storici in un singolo edificio.
- Architettura neocoloniale, in America